# أوني بارون
أوني بارون (بالإنجليزية: Onny Parun) مواليد 15 أبريل 1947 في ويلينغتون، هو لاعب كرة مضرب نيوزلندي سابق بدأ مسيرته كمحترف سنة 1969 وكان يلعب باليد اليمنى، اعتزل اللعب في 1982. كما أنه أحد أبطال الجراند سلام. أعلى تصنيف له في الفردي كان المركز الـ 19 في سنة 1975.

## النهائيات

### الفردي

#### الوصافة (1)
| السنة | البطولة                       | المنافس في النهائي | النتيجة في النهائي |
| 1973  | بطولة أستراليا المفتوحة للتنس | جون نيوكومب        | 3–6, 7–6, 5–7, 1–6 |

### الزوجي

#### الفوز (1)
| السنة | البطولة                  | الشريك    | المنافس في النهائي       | النتيجة في النهائي      |
| 1974  | دورة رولان غاروس الدولية | ديك كريلي | بوب لوتز (تنس) ستان سميث | 6–3, 6–2, 3–6, 5–7, 6–1 |

## روابط خارجية
- أوني بارون على موقع رابطة محترفي التنس (الإنجليزية)
- أوني بارون على موقع الاتحاد الدولي لكرة المضرب (الإنجليزية)
- أوني بارون على موقع كأس ديفيز (الإنجليزية)
- أوني بارون على موقع خلاصة التنس.كوم (الإنجليزية)
- أوني بارون على موقع قاعة نيوزيلندا للمشاهير الرياضية (الإنجليزية)